# Roztyly (métro de Prague)
Roztyly est une station de métro à Prague, en Tchéquie. Située sur la ligne C du métro de Prague entre Kačerov et Chodov, elle est ouverte depuis le 7 novembre 1980.